# Phoracantha superans
Phoracantha superans är en skalbaggsart som beskrevs av Francis Polkinghorne Pascoe 1862. Phoracantha superans ingår i släktet Phoracantha och familjen långhorningar. Inga underarter finns listade i Catalogue of Life.